# Nathalie Dewez
Nathalie Dewez (née en 1974) est une architecte d'intérieur et designer belge. Elle est spécialisée dans les luminaires qu'elle conçoit comme des sculptures, avec des formes simples et des matériaux durables. Elle travaille pour de grands bureaux d'architectes et des marques internationales.

## Biographie

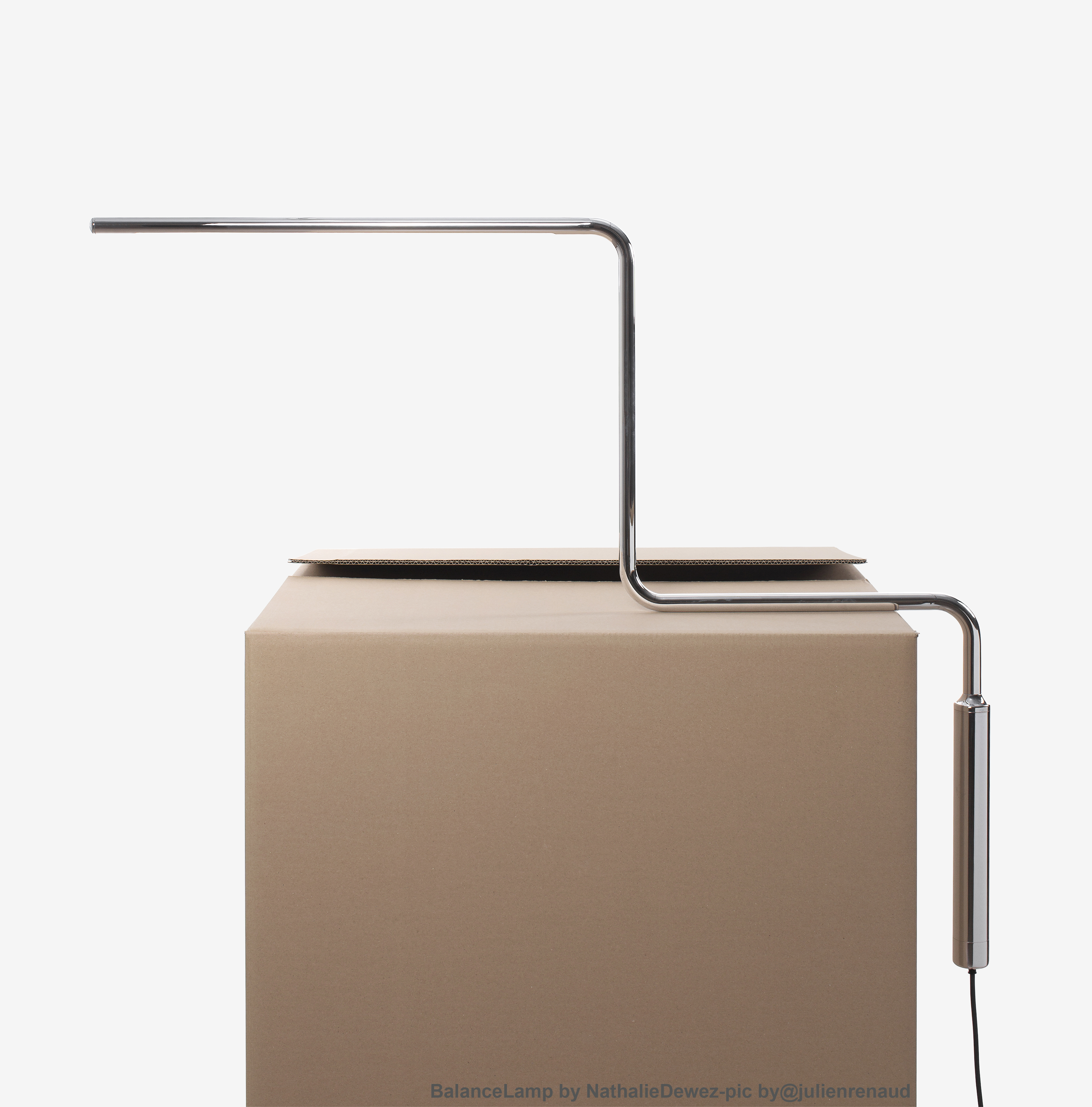
Lampe Balance de Nathalie Dewez - photo @Julien Renault.

Nathalie Dewez est diplômée en architecture d'intérieur en 2001 de l'école Nationale des Arts Visuels de la Cambre à Bruxelles. Pendant ses études, elle découvre le travail d'Ingo Maurer, s'intéresse à l'objet et l'espace dans lequel il s'inscrit et se spécialise dans la création de luminaires.
« Le luminaire étant l’objet le plus directement lié à l’espace de par la lumière qu’il crée et qui a un impact direct sur le lieu dans lequel il est situé. »
Son agence, Nathalie Dewez Design studio, fondée en 2001, est basée à Bruxelles. Elle crée aussi bien de petits objets que des installations monumentales, des pièces pour l’industrie mais aussi des pièces uniques qui se retrouvent dans des musées.
Le travail de Nathalie Dewez se signale par une apparente simplicité : à partir d'un minimum de composantes matérielles, quelques lignes ou surfaces de forme géométrique simple et efficace, elle crée des luminaires dotés d'une grande poésie. Elle utilise tout le potentiel de la matière pour rendre ses lustres, appliques et lampes légers et aériens, associant poésie et rigueur, privilégiant la fonctionnalité et la qualité de la lumière. Ses œuvres se caractérisent par une utilisation parcimonieuse de matériaux, du verre du métal ou d'autres matériaux durables, un nombre minimum de pièces et le souci de la facilité de fabrication. Ses lampes sont des sculptures, belles même éteintes,,.
On perçoit aisément l'influence de Calder dans ses projets aériens et elle se réfère également à Dan Flavin ou Ellworth Kelly.
« Mes suspensions Ellipse ont d’ailleurs été conçues en hommage à son travail. J’adore tout ce qui est sculptural, et les couleurs franches qui marquent l’espace. »
Sa participation à de nombreuses expositions et salons internationaux a débouché sur des collaborations avec plusieurs bureaux d’architecture et fabricants internationaux tels que Hermès et Ligne Roset en France, Habitat et Established&Sons au Royaume-Uni, De Castelli en Italie, Vervloet  et Moome en Belgique. Nathalie Dewez axe son œuvre sur la lumière. Ses créations traduisent une passion pour les formes sculpturales et l’artisanat d’excellence,.

### Réalisations principales

#### La lampe du Mudam

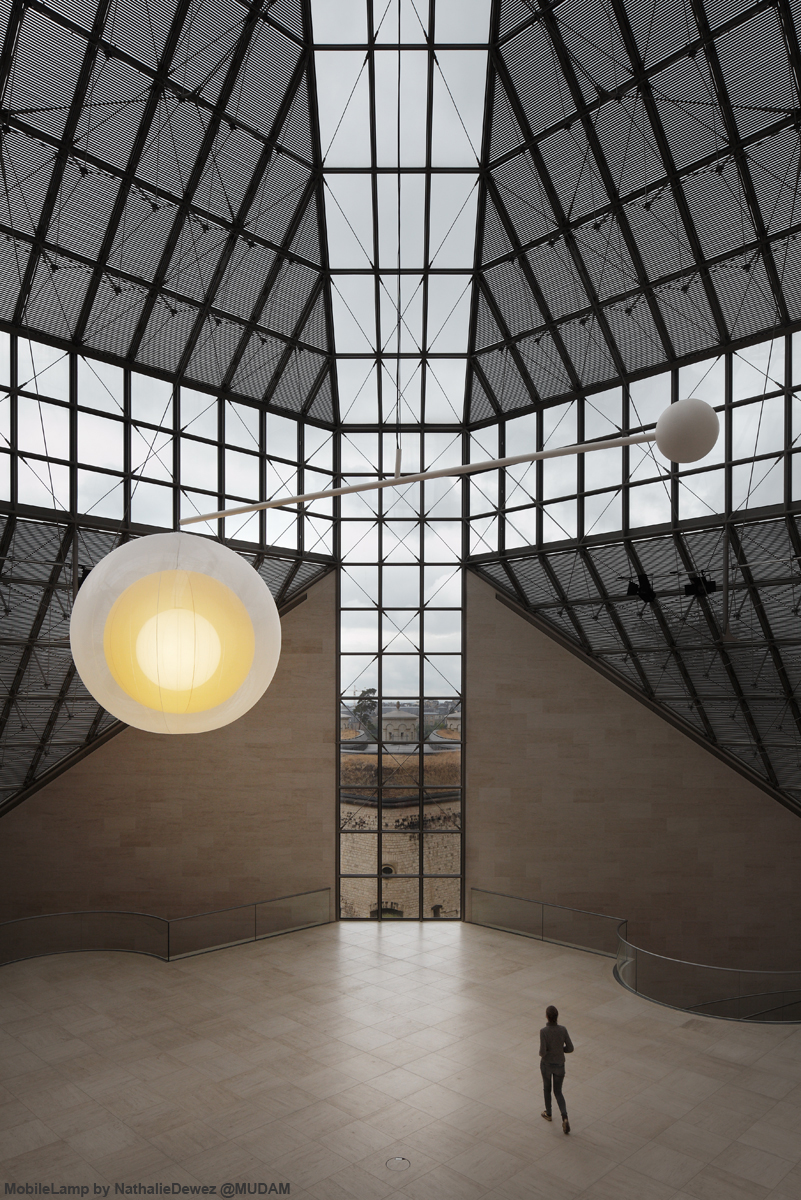
Lampe de Nathalie Dewez pour le Mudam.

En 2011, Nathalie Dewez réalise un lustre sculpture monumental pour le hall central du Musée d'art moderne de Luxembourg (Mudam), à l'occasion du cinquième anniversaire du musée. Conçu comme un mobile gonflable léger, de forme épurée, il se compose de trois sphères concentriques qui s’illuminent progressivement lorsque la nuit tombe. Il a été réalisé en collaboration avec la société française Airstar et la firme belge Liebaert qui a fabriqué la housse en textile translucide. La lampe peut monter ou descendre et être désolidarisée de l’axe pour laisser plus d'espace disponible si nécessaire,.

#### Autres produits phares
Nathalie Dewez a créé le lustre de la lune pour la Chapelle Musicale Reine Elisabeth.
Elle a été chargée de la scénographie lumineuse de deux unités dans le cadre de la réhabilitation d'une base sous marine de la Seconde Guerre mondiale à Saint-Nazaire,. 
Pour Ligne-Roset, elle crée une grande variété de luminaires (la lampe Sol-air , Lamp06 et le plafonnier Prism ) mais c'est surtout la lampe Car Light présentée au Salon du meuble de Milan en 2015 qui a retenu l'attention. Elle est inspirée des phares de voiture et réalisée en verre strié, soufflé à la bouche dans un moule cylindrique,.
La lampe Still est également conçue comme un mobile. « J'ai toujours aimé jouer avec les contrepoids pour insuffler du mouvement et de la tension dans mes produits. Avec la lampe Still, la tige de métal qui crée le balancier a le même diamètre que le tube qui accueille le câble. Vissés ensemble, ils créent une ligne parfaite et permettent un emballage aisé une fois séparés. ».

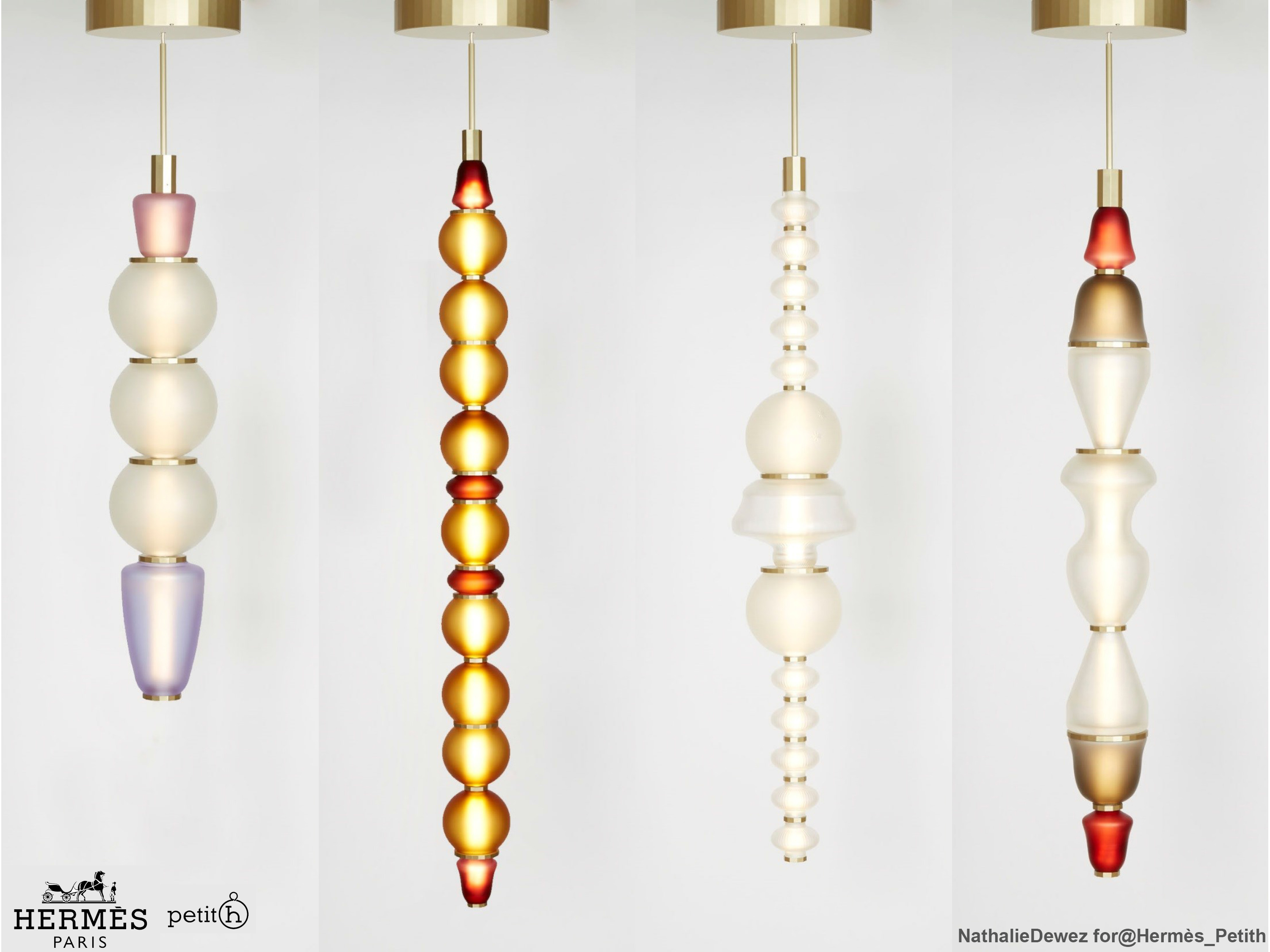
Lampes en cristal de Nathalie Dewez pour Hermès Petit h - @ Cristallerie de Saint-Louis.

En 2012 Nathalie Dewez commence une collaboration avec Petit H, d'Hermès spécialisée dans l'upcycling pour réaliser des lampes sur pieds et des suspensions à partir de chutes de la Cristallerie Saint Louis.

## Expositions
- 2011 : Nathalie Dewez, Designer of the year, Centre d'innovation et de design, Grand Hornu[5]
- 2014 : Brussels Design September, Bruxelles

## Distinctions
- Meilleur produit de l'année pour la lampe Balance au London Design Festival en 2010[14]
- 2011 : Prix Designer de l'année, Belgique[5] (initiative conjointe de l'Interieur Foundation, des magazines Weekend Knack et Le Vif Weekend, du Musée du Design de Gand et de Grand-Hornu Images).
- 2011 : Prix Pierre Bergé